# 水木京太
水木 京太（みずき きょうた、1894年（明治27年）6月16日 - 1948年（昭和23年）7月1日）は、日本の劇作家、演劇評論家である。水木京太は筆名で、本名は七尾 嘉太郎（ななお かたろう）。声優の草分けである女優の七尾伶子は実娘である。

## 経歴・人物
秋田県平鹿郡横手町（現・横手市）大町中丁の旧家に、町会議員を何度も務めた七尾重兵衛の長男として生まれる。慶応義塾大学に入学後文学を専攻し、在学中に小山内薫に師事した。盲腸による腹膜炎で一年休学。大正8年（1919年）卒業。
資生堂の嘱託となり、大正9年（1920年）から同14年（1925年）まで『三田文学』の編集に携わりつつ、慶応義塾大学講師として劇文学を担当。この間、劇作家としても多くの戯曲を発表し、評論家として『東京朝日新聞』に演劇の評価も記した。また、『赤い鳥』等で児童文学も多数執筆している。童話作家以外では掲載回数が最も多く、35作ある。さらに、小説の執筆、ラジオドラマの演出（脚色も？）なども行っている。
大正13年（1924年）小林豊子と結婚。翌年長女の伶子が、昭和2年（1927年）には長男の路伊が生まれる。
昭和5年（1930年）に丸善（現在の丸善雄松堂）の嘱託となる（1946年まで）。洋書の調査解説宣伝、社史の編纂、同社が発行する読書雑誌『学鐙』を主宰する。
またヘンリック・イプセンに造詣が深く、その作品の研究をライフワークとして継続するが、生涯を通してイプセンの書籍は一冊も出さなかった。戦時中は戦災で書斎と大量の本を失う。防空壕に持ち込んで難を逃れたのは、イプセンと猫に関するわずかの書籍だった。愛猫家としても知られたが、夫人が猫嫌いであったため、飼うことは諦め、猫に関する書籍を多数収集。猫の随筆もいくつも残している。
戦後には月刊雑誌『劇場』を立ち上げ、主幹として活動した。しかし昭和23年（1948年）、かつて罹った盲腸による腹膜炎が再発し、中野病院にて急逝。55歳だった。没後は多磨霊園に葬られた。
『劇場』の水木京太追悼特集に文章を寄せたのは、小宮豊隆、高橋邦太郎、岩田豊雄（獅子文六）、伊藤熹朔、三宅周太郎、宇野信夫、木村毅、八田元夫、大江良太郎、浜村米蔵、伊志井寛、潮崎佐一、岡田八千代、山本安英、杉村春子、大岡龍男、七尾伶子、兒玉琢爾、久保田万太郎である。
演劇評論家の杉山誠は水木について、「殊のほか潔癖で律儀で強情であった」「孤高の人であった」が、決して独善ではなく、温かい愛情があったと記している。岩田豊雄は「あんなガンコ男がどこにいるだろう。イプセンとオサナイに一生を捧げた男。日本の劇壇に一人しかいない男だった」とその死を悼んだ。
東京都高等学校演劇コンクール中央発表会の「水木京太賞」は、水木の功績を記念したものである。

## 戯曲・著作

### 戯曲
30篇近い戯曲を残した。
- 『浅瀬』（処女作）[10]
- 「人形」（少年少女劇、1922年、『赤い鳥』掲載）
- 『姉妹』（『家』三部作）
- 『次男』（『家』三部作、1923年）
- 『継母』（『家』三部作、1925年）
- 『殉死』（初演・1926年7月）
- 『嫉妬』（1926年）
- 『毒蟲』（1926年）
- 『敵討増補』（1926年）
- 『門を毀す』（1927年）
- 『三十日の月』（1927年）
- 『昇降機』（1928年）
- 『新居の客』（1929年）
- 『フォード躍進』（初演・1930年）
- 『谷間へ行く女』（1930年）
- 『泥凝土建築』（1930年）
- 『結婚季節』（1936年）
- 『虹の翼』（1942年）
- 『郊外にて』
- 『素顔』
- 『仲秋名月』
- 『コンクリイト』
- 『地上の母』
- 『本望』
- 『福沢諭吉』
- 『明日』

### 児童文学
すべて『赤い鳥』掲載。
- 「同情学校」（1924年4月）
- 「世界漫遊」（同7月）
- 「猫の背中」（同9月）
- 「果物の国」（同10月）
- 「木の饅頭」（同12月）
- 「大和魂」（1925年1月）
- 「猫の風船」（同2月）
- 「鼠の味」（同5月）
- 「ガンヂス河へ」（同8月）
- 「悪魔の鍵」（同9月）
- 「地主の税金」（同10月）
- 「トムの病気」（同11月）
- 「走る鍋」（1926年1月）
- 「貢ぎ船」（同2月）
- 「まがった樅の木」（同4月）
- 「お花見」（同6月）
- 「竹の影」（同9月）
- 「二人の金持」（同12月）
- 「天狗息子」（1927年2月）
- 「王妃の猫」（同4月）
- 「二つのお願い」（同6月）
- 「日を射る矢」（同8月）
- 「重い兜」（同10月）
- 「つんで来た宝」（同12月）
- 「生きた切符」（1928年1月）
- 「不思議な店」（同3月）
- 「フランスの牛」（同5月）
- 「龍のひげ」（同6月）
- 「唖の笑い」（同8月）
- 「ふところの雷」（同10月）
- 「猫の返礼」（同12月）
- 「第一の勇士」（1929年2月）
- 「祖国の地図」（同3月）
- 「三本足の鳥」（1931年2月）
- 「海すずめ」（同10月）

### 著作
- 『文芸童話集 1 (新日本少年文学全集 ; 10)』（共著、1929年）
- 「鈴蘭の卓」（『令女界』1929年） - 小説
- 「遅ざくら」（『令女界』1929年） - 小説
- 『新劇通 (通叢書 ; 第4巻)』（1930年）
- 『戯曲集 福沢諭吉』（1936年）
- 『人生読本』（編纂、1940年）